# Philipsburgita
La philipsburgita és un mineral de la classe dels fosfats. Rep el nom per la ciutat de Philipsburg, Montana (Estats Units d'Amèrica), propera a la localitat tipus.

## Característiques
La philipsburgita és un arsenat de fórmula química Cu₅Zn(AsO₄)(PO₄)(OH)₆(H₂O). Cristal·litza en el sistema monoclínic. La seva duresa a l'escala de Mohs es troba entre 3 i 4. Moltes "philipsburgites" de localitats diferents a la localitat tipus són probablement goldhillita.
Es tracta d'una espècie aprovada per l'Associació Mineralògica Internacional, i publicada per primera vegada el 1985. El tipus de la philipsburgita mostra una distribució ordenada d'arsènic i fosfat en dos llocs coordinats tetraèdricament simètricament independents i, per tant, va ser redefinida per l'IMA el març de 2021 amb la fórmula actual.
Segons la classificació de Nickel-Strunz, la philipsburgita pertany a «08.DA: Fosfats, etc, amb cations petits (i ocasionalment, grans)» juntament amb els següents minerals: bearsita, moraesita, roscherita, zanazziïta, greifensteinita, atencioïta, ruifrancoïta, guimarãesita, footemineïta, uralolita, weinebeneïta, tiptopita, veszelyita, kipushita, spencerita, glucina i ianbruceïta.

## Formació i jaciments
Va ser descrita a la mina Black Pine, al districte miner de Philipsburg del comtat de Granite (Montana, Estats Units). També ha estat descrita en altres indrets dels Estats Units, així com a Xile, Espanya, Polònia, Àustria, Grècia, Txèquia, Alemanya, Anglaterra, Itàlia, Bulgària, Namíbia, la República Popular de la Xina i el Japó.